# Skuggpojkarna
Skuggpojkarna är en teaterpjäs av Lars Norén från 1999. Pjäsen utspelar sig i ett fängelse. Pjäsen hade urpremiär på Elverket, Dramaten den 2 oktober 1999. Regissör var Vibeke Bjelke.

## Medverkande (urval)
- Michael Nyqvist – Christoffer
- Shanti Roney – Per
- Göran Ragnerstam – Arne
- Peter Andersson – Olof